# Zofia Wardyńska-Wojewódzka
Zofia Wardyńska-Wojewódzka (ur. 19 czerwca 1919 w Łowiczu, zm. 11 sierpnia 2010 w Warszawie) – polska siatkarka i koszykarka, reprezentantka Polski, medalistka mistrzostw świata i Europy.

## Koszykówka
W reprezentacji Polski rozegrała 23 spotkania w latach 1937–1950. Przed II wojną światową uczestniczyła w akademickich mistrzostwach świata w 1937, zdobywając brązowy medal oraz w mistrzostwach Europy w koszykówce w 1938, zdobywając również brązowy medal. Po wojnie zagrała w mistrzostwach Europy w 1950, zajmując z drużyną piąte miejsce Była mistrzynią Polski w barwach Spójni Warszawa w latach 1948, 1949 i 1952 oraz wicemistrzynią w 1950.

## Siatkówka
Jako zawodniczka AZS Warszawa zdobyła mistrzostwo Polski w 1938 i 1939 oraz wicemistrzostwo w 1937. Po II wojnie światowej zdobyła kolejne medale - brązowe w 1948 i 1949 (w barwach SKS Warszawa), srebrny w 1950, 1953, 1954 (w barwach Spójni Warszawa). Po zakończeniu kariery była trenerem siatkówki w klubach warszawskich - Drukarzu, Maratonie i Skrze
W reprezentacji Polski debiutowała w historycznym pierwszym meczu tej drużyny 4 lutego 1948 r. w Warszawie z Czechosłowacją. Zdobyła z tą drużyną brązowy medal mistrzostw Europy w 1949, wicemistrzostwo Europy w 1950 i 1951 oraz wicemistrzostwo świata w 1952, co było największym sukcesem polskiej siatkówki na arenie międzynarodowej aż do czasów Huberta Wagnera. Ostatni raz zagrała w reprezentacji 21 maja 1954 w towarzyskim meczu z Bułgarią. Łącznie wystąpiła w 59 spotkaniach.